# Беннетт, Найджел
Найджел Беннетт (англ. Nigel Bennett, род. 19 ноября 1949, Вулвергемптон, Стаффордшир, Великобритания) — актёр кино, телевидения и театра.

## Биография
Беннетт появился на британской сцене за пятнадцать лет до своего переезда в Канаду. За это время он успел сыграть в нескольких десятках пьес в самых известных театрах страны, побывал в Кентербери, Ньюкасле, Ноттингеме, Плимуте, Манчестере, Ливерпуле и Шеффилде. После переезда в Канаду Найджел с 1992 по 1996 годы играл одну из главных ролей в сериале «Рыцарь навсегда», и в 1995 году получил за роль Люсьена Лакруа премию «Джемини». Сериал стал в какой-то степени его дебютом — в нём Беннетт попробовал себя в качестве режиссёра.
Также Беннетт снимался в рекламе и выступил в качестве соавтора двух книг известного автора П. Н. Элрода — «Хранитель короля» и «Сын своего отца». Обе книги были посвящены вампирам. Сейчас авторы работают над третьей частью и собираются выпустить небольшую историю, посвященную приключениям Дракулы в Лондоне.
На телевидении Найджел Беннетт известен по ролям в сериалах «Андромеда», «Пси Фактор: Хроники паранормальных явлений», «Мутанты Икс», «Её звали Никита», «Лексс», «Охотники за древностями» и других.

## Избранная фильмография
- 1976 — Пьеса дня / Play for Today
- 1977 — Улица Коронации / Coronation Street — Колин Бейли
- 1981—1982 — Театр BBC2 / BBC2 Playhouse — мистер Ринг / Гэри
- 1987 — Детское рождество в Уэльсе / A Child’s Christmas in Wales — отец (в прошлом)
- 1990 — Узкая грань / Narrow Margin — Джек Вуттон
- 1992—1996 — Рыцарь навсегда / Forever Knight — Люсьен Лакруа
- 1994 — Последнее предательство / Ultimate Betrayal — взрослый Стивен Роджерс
- 1994 — Нежный обман / Soft Deceit — Эд Маккалло
- 1996 — Человек тьмы 3: Умри, Человек тьмы! / Darkman III: Die Darkman Die — Нико
- 1996—1999 — Пси Фактор: Хроники паранормальных явлений / Psi Factor: Chronicles of the Paranormal — Фрэнк Элсингер
- 1997 — Убийство в Белом доме / Murder at 1600 — Бертон Кэш
- 1997—1998 — Её звали Никита / La Femme Nikita — Эрган Петросян
- 1998 — Заговор проказниц / Strike! — Харви Сойер
- 1998 — Один крутой полицейский / One Tough Cop — инспектор Басси
- 1999 — War of 1812 — Уинфилд Скотт
- 1999 — Марсианский дозор / Top of the Food Chain — Майкл О’Ши
- 2000 — Черепа / The Skulls — доктор Руперт Уитни
- 2000 — Переправа через Делавер / The Crossing — генерал Горацио Гейтс
- 2000—2002 — Лексс / Lexx — принц
- 2002 — Кодер / Cypher — Финстер
- 2002 — Перехватчики 2 / Interceptor Force 2 — Джек Баваро
- 2002 — Призрачная команда / The Scream Team — Уорнер Макдональд
- 2004 — Обратимые ошибки / Reversible Errors — Талмадж
- 2004 — После апокалипсиса / Post Impact — полковник Престон Уотерс
- 2004 — Кошка-привидение / Mrs. Ashboro’s Cat — Тед Рикер
- 2008 — Сгореть / Burn Up — Джерри
- 2008 — Бизнес на крови / The Summit — Иэн Грин
- 2008 — 2010 Граница / The Border — Эндрю Меннеринг
- 2009 — Морской волк / Der Seewolf — Хендерсон